# آیشا گربر
آیشا گربه (به انگلیسی: Aisha Gerber) ژیمناست زادهٔ ۲۱ ژوئن ۲۰۲۸ میلادی اهل کشور کانادا است.